# 沧浪亭

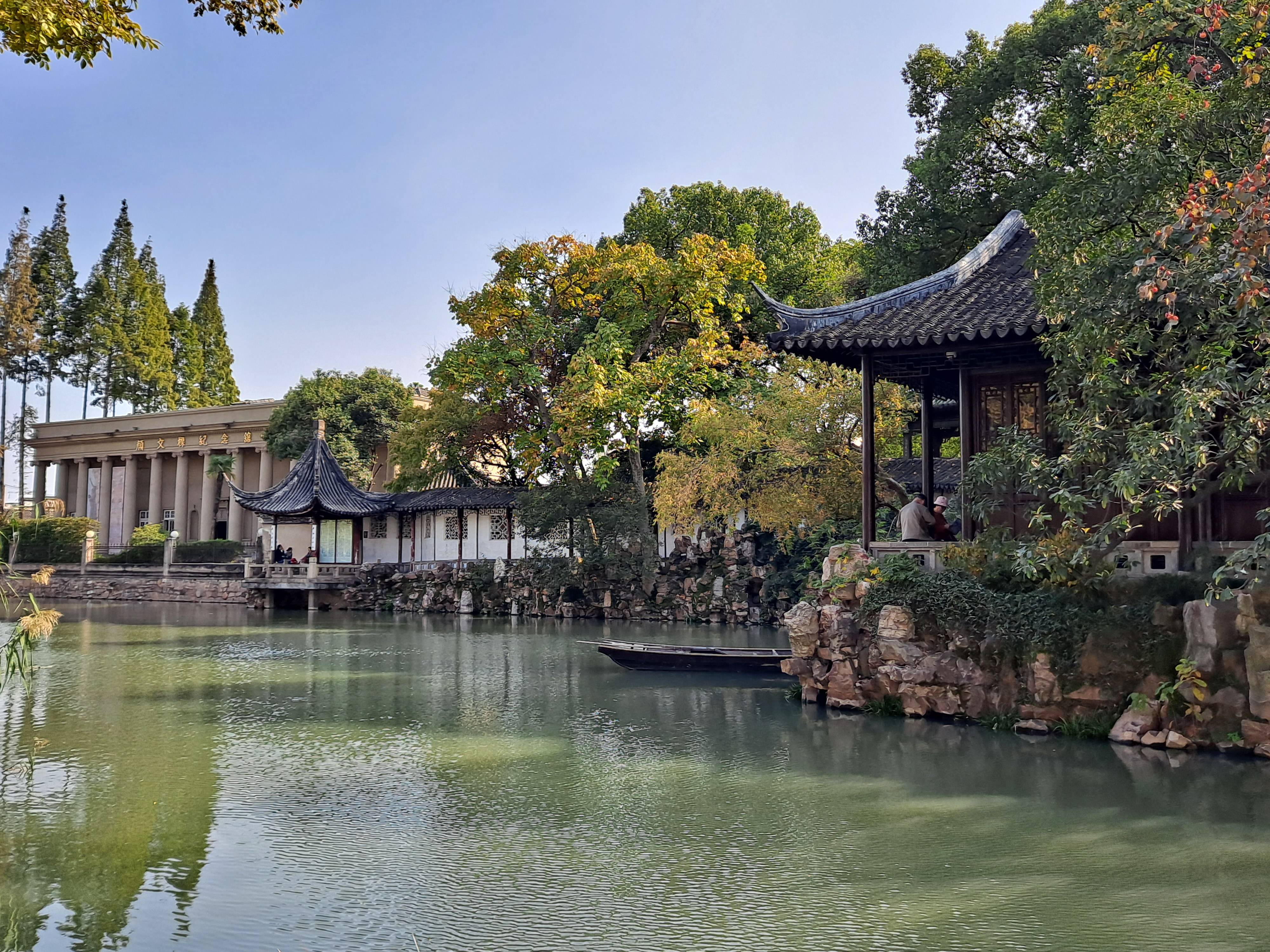
沧浪亭外部

沧浪亭位于苏州城南三元坊，是现存历史最为悠久的江南园林。与狮子林、拙政园、留园并称为苏州宋、元、明、清四大园林，代表着宋朝的艺术风格。
1982年，列为第三批江苏省文物保护单位。2000年，增补为世界文化遗产——苏州古典园林项目。2006年，被列为第六批全国重点文物保护单位。

## 历史
沧浪亭原为五代吴越广陵王钱元璙的花园。
北宋慶曆甲申年（1044年），诗人苏舜钦被贬，在吴中以四万钱购得原五代孙承佑之废园，在水旁建亭，取《楚辞》中“沧浪之水清兮，可以濯我缨；沧浪之水浊兮，可以濯我足”之意，名曰“沧浪亭”，自号沧浪翁，并作《沧浪亭记》，后欧阳修应邀写长诗《沧浪亭》。自此，沧浪亭名留千古，如今沧浪亭有一幅楹联：“清风明月本无价，远水近山皆有情。”，就是在欧阳修与苏舜钦诗中各取一句拼对而成的。

## 布局
全园结构以假山为中心，建筑物环绕四周，高低起伏，树木苍翠，有山林气象；并利用借景，将园外的水与园内的山联成一气，扩大园景。古朴简洁，景色自然。在园林设计中独具一格。
入园有横亘东西之土丘，土石相间，箬竹丛生，古木森郁，极富山林野趣。堂馆轩榭环山而筑，多集于山南，有“明道堂”、“瑶华境界”、“清香馆”、“翠玲珑”等。东西有康熙、乾隆二帝之“御碑亭”。临水有“面水轩”、“藕花水榭”、“锄月轩”等，廊轩相连，与水辉映，自成院落，别具一格。
园内有五百名贤祠，壁上嵌有自周至清二千余年间与苏州历史有关的名人石刻像594尊，弥足珍贵。另有花窗108式，图纹各异，形式活泼，别具特色。

## 題詠
- 滄浪亭（宋·蘇舜欽）

一逕抱幽山，居然城市間。

高軒面曲水，修竹慰愁顔。

迹與豺狼遠，心隨魚鳥閑。

吾甘老此境，無暇事機關。

- 題蘇子美滄浪亭（宋·陳瀧）

整履上飛虹，風高退酒容。

葉黃翻亂蝶，樹老臥蒼龍。

古徑秋霜滑，空山暮靄濃。

滄浪棋石在，題筆暗塵封。

- 滄浪亭（宋·歐陽修）[2]

子美寄我滄浪吟，邀我共作滄浪篇。

滄浪有景不可到，使我東望心悠然。

荒灣野水氣象古，高林翠阜相回環。

新篁抽笋添夏影，老枿亂發爭春妍。

水禽閑暇事高格，山鳥日夕相啾喧。

不知此地幾興廢，仰視喬木皆蒼煙。

堪嗟人迹到不遠，雖有來路曾無緣。

窮奇極怪誰似子，搜索幽隱探神仙。

初尋一徑入蒙密，豁目異境無窮邊。

風高月白最宜夜，一片瑩浄鋪瓊田。

清光不辨水與月，但見空碧涵漪漣。

清風明月本無價，可惜祗賣四萬錢。

又疑此境天乞與，壯士憔悴天應憐。

鴟夷古亦有獨往，江湖波濤渺翻天。

崎嶇世路欲脫去，反以身試蛟龍淵。

豈如扁舟任飄兀，紅蕖淥浪搖醉眠。

丈夫身在豈長弃，新詩美酒聊窮年。

雖然不許俗客到，莫惜佳句人間傳。